# WS-*
Bei WS-* handelt es sich um eine Klasse von Spezifikationen im Kontext von Webservices mit SOAP/WSDL. Die WS-*-Spezifikationen sind industrielle Standards des World Wide Web Consortium W3C und der Organization for the Advancement of Structured Information Standards OASIS in fallweise wechselnder Federführung.
Im Rahmen der WS-*-Spezifikationen wurden eine Reihe von Standards definiert, die sich jeweils an ein konkretes Anwendungsgebiet wenden, das in SOAP/WSDL nicht festgelegt wurde und einen eigenen Definitionsbereich besitzt. Alle Einzelspezifikationen sind modular gestaltet, sodass sie unabhängig voneinander verändert und verwendet werden können und sich dazu kombinieren lassen. Alle Spezifikationen beziehen sich auf die Basisfunktionalitäten von SOAP/WSDL und erweitern diese.
Eine SOAP-Message besteht grundsätzlich aus einem Body und einem optionalen Header. Die meisten Module der WS-*-Spezifikationsfamilie legen ihre Informationen im Header einer SOAP-Message ab, was zur Folge hat, dass in diesem Fall der Header nicht optional ist.
Die Bezeichnung WS-* liegt darin begründet, dass die Bezeichnungen aller Spezifikationen mit dem Präfix „WS-“ beginnen, da sie sich auf Webservices beziehen. Das Sternchen stellt einen Platzhalter für die folgenden spezifischen Teile der Bezeichnungen dar. Allerdings wurde WS-* nie offiziell definiert, viel mehr handelt es sich um eine Bezeichnung, die sich erst später einfach eingebürgert hat.

## Grundprinzipien
- Zusammensetzbarkeit (Composability): Jede Spezifikation richtet sich genau an ein Anwendungsgebiet und ist beliebig mit anderen Spezifikationen kombinierbar.
- Interoperabilität: Durch Standardisierung wird es möglich, plattformunabhängige und über Systemgrenzen hinweg zusammengesetzte Systeme zu bauen.

## Spezifikationen aus WS-* (alphabetisch)
- WS-Addressing
- WS-Agreement
- WS-BPEL4People (Erweiterung zu WS-BPEL)
- WS-Business Process Execution Language (WS-BPEL)
- WS-Choreography Description Language (WS-CDL)
- WS-Choreography Interface (WSCI)
- WS-Coordination (WS-C)
  - WS-Atomic Transaction (WS-AT)
  - WS-Business Activity
  - WS-Transaction (WS-TX)
- WS-Discovery
- WS-Distributed Management (WSDM)
  - Management Of Web Services (MOWS)
  - Management Using Web Services (MUWS)
- WS-Enumeration
- WS-Federation
  - WS-Federation Active Requestor Profile
  - WS-Federation Passive Requestor Profile
- WS-Flow Language (WSFL)
- WS-Fragment (Basiert auf WS-Transfer)
- WS-HumanTask (Hilfsmittel für WS-BPEL4People)
- WS-Inspection
- WS-Notification
  - WS-Base Notification
  - WS-Brokered Notification
  - WS-Topics
- WS-Policy
  - WS-Policy Assertions
  - WS-Policy Attachment
- WS-Referral
- WS-Reliability
- WS-Reliable Messaging (WSRM)
  - WS-Reliable Messaging Policy Assertion
- WS-Resource Framework (WSRF)
  - WS-BaseFaults
  - WS-Resource
  - WS-ResourceLifetime
  - WS-ResourceProperties
  - WS-ServiceGroup
- WS-Routing

Die folgenden Spezifikationen können z. T. auch Subspezifikationen sein (noch keine Gliederung vorhanden):
- WS-Composite Application Framework (WS-CAF)
  - WS-Context
- WS-Coordination Framework (WSCF)
- WS-Eventing
- WS-Management
- WS-Management Catalog
- WS-MetadataExchange (MEX)
- WS-MTOMPolicy
- WS-Provisioning
- WS-Resource Transfer
- WS-SecureConversation
- WS-Security
- WS-Security Kerberos Binding
- WS-Security UsernameToken Profile
- WS-SecurityPolicy
- WS-Transaction Management (WS-TXM)
- WS-Transfer
- WS-Trust

## WS-Interoperability
Um eine bessere Interoperabilität der verschiedenen großteils voneinander unabhängig entwickelten Standards zu sichern, hat es sich eine Gruppe von Industriepartnern unter dem Namen WS-Interoperability (WS-I) zum Ziel gesetzt, sogenannte Profile zu erstellen, die in sich kompatibel sind. Das Konsortium löste sich 2010 auf und übertrug die Weiterentwicklung an OASIS.

## Zitate
"There are more than 150 WS-* Specs!"
S.Weerawarana et al. "Web Services Platform Architecture", Prentice Hall, 2005